# Houri
 Denne artikel bør gennemlæses af en person med fagkendskab for at sikre den faglige korrekthed.

Houri (arabisk: حورية, ḥūr eller ḥūrīyah, "sortøjet fælle". Etymologisk stammer det arabiske ord "houri" fra en sammensætning af "Hur" og "In". "Hur" er flertal af både "Ahwar" (hankøn) og "Hawra" (hunkøn) og betyder direkte oversat "en der har gazellesorte øjne". Det kan referere til både kvinder og mænd. Det er indgået som låneord i flere europæiske sprog (fransk – 1654, engelsk – 1737) med betydningen "en frodig, forførende, smuk kvinde".)
Det danske ord "hore" (svensk: "hora", hollandsk: "hoer", engelsk: "whore", gotisk: "hors", urgermansk: "khoron", indoeuropæisk: "*gar") stammer fra indoeuropæisk "elsker" og er ikke etymologisk beslægtet med det arabiske ikke-indoeuropæisk ord "Houri"
Ifølge nogle muslimer er det de 72 jomfruer, muslimske martyrer vil modtage som en del af deres belønning i himlen. Andre mener, at der tales om engle eller himmelske skabninger. Andre igen, at det beror på en fejloversættelse, og at der i virkeligheden er tale om hvide rosiner og ikke skønne kvinder. I stedet for 72 jomfruer angives 2, 50, 70, 100 eller 12.500 unge kvinder eller "sortøjede".

## Jomfruerne
Jomfruerne er "kyske" "med nedslåede øjne", "generte", "uberørte" (med ubrudt jomfruhinde), "ydmyge", "smukke", "mørkøjede" eller "sortøjede", "med smukke øjne", "evigt unge", "med appetitlige skeder", "27,5 meter høje", "3,2 meter brede", "gennemsigtige", "ikke-menstruerende", "uden urin/afføring og børn", "storbarmede" "med højtsiddende bryster", "med runde fyldige bryster", "med spidse bryster", "voluminøse" og mere perfekte end nogen jordisk kvinde. De fleste er skabt af Allah i paradis, andre er muslimske kvinder fra Jorden, der er kommet i paradis. Hvis en kvinde er kommet i paradis men hendes mand fra Jorden ikke er, så gives hun til en anden muslim i paradis. Hvis en kvinde har været gift med flere mænd på Jorden som alle er kommet i paradis, skal hun i paradis vælge den bedste af dem at være sammen med. Ifølge Galal Al-Kushk vil de muslimske mænd i paradis have sex med både kvinder, der kommer fra jorden, med hourierne skabt i paradis og med tjenestedrenge. Kvinderne fra jorden, der vil indgå i gruppen af jomfruer til at behage manden, vil ikke føle jalousi, da denne følelse ikke findes i paradis. Ifølge islamisk tro var Adams kone Eva den første der blev gjort til houri i paradis. Også jomfru Maria og Asiya, som i koranen var kone til faraoen og hende der adopterede Moses skulle være blevet transformeret til hourier i efterlivet. I shiatraditionen (men ikke i sunnitraditionen) skulle Muhammeds datter Fatima også være blevet til en af paradis' mange jomfruer. Fatima skulle i paradis være gift med Ali – og adskiller sig fra alle andre af paradis' jomfruer ved ikke at skulle dele ham med nogen, mens Asiya og jomfru Maria skulle være gift med Muhammed.

### Koranen
Koranen omtaler jomfruerne i flertal, men nævner ikke yderligere. Det fremgår heller ikke, at der udelukkende skulle være piger til rådighed; begge køn nævnes. Ligeledes er jomfruerne i koranen ikke forbeholdt martyrer; alle mandlige troende muslimer får dem.
- "Og med dem i paradis vil være jomfruer med nedslået blik, med smukke øjne, som var de beskyttende strudseæg." (Sura 37:48) [7]
- "Og vi skal gifte dem med hourierne, med store smukke øjne." (Sura 44:54) [8]
- "De vil være beskedne med nedslåede øjne og have deres mødom, de er aldrig blevet rørt af hverken mand eller Jinn." (Sura 55:56) [9]
- "Mørkøjede jomfruer beskyttet i deres telte (hvilke af din herres velsignelser ville du nægte?) som aldrig fået åbnet deres mødom gennem samleje af hverken mand eller Jinn." (Sura 55:72-74) [10]
- "Og [de troende] skal have mørkøjede hourier, kyske som gemte perler [...] Vi skabte hourierne og gjorde dem jomfruer." (Sura 56:12-39) [11]
- "Til at tjene dem vil være udødelige tjenere. Når du ser dem vil de se ud som spredte perler." (Sura 76:19) [12]
- "De skal have haver og vinmarker og jomfruer med faste bryster" (Sura 78:31-34) [13]

#### Drenge
Drengene er tiltænkt de mandlige muslimer som tjenere. De kvindelige muslimer, der kommer i paradis, indgår i gruppen af jomfruer, der gives mandlige muslimer.
- "Og der vil være drenge-tjenere, til at tjene dem som var de bevarede perler." (Sura 52:24) [14]

- "Og de vil blive betjent af udødelige drenge." (Sura 56:17) [15]

- "Og rundt om dem vil være drenge af evig ungdom. Hvis du ser dem, vil du tænke de er spredte perler." (Sura 76:19) [12]

### Hadith
Det er i de islamiske traditioner (Hadith) man finder tallet 72 nævnt.

#### Al-Tirmidhi
Al-Tirmidhi (824 – 892) var en hadithsamler fra middelalderen.
- "Profeten Muhammed blev hørt sige: "Det mindste belønning for menneskene i paradis er et hjem, hvor der er 80.000 tjenere og 72 koner under en kuppel udsmykket med perler, akvamariner og rubiner, så bred som afstanden fra [Damaskus] til [Yemen]."[16]

- "En houri er den smukkeste unge kvinde med gennemsigtig krop. Knoglemarven er synlig ligesom inklusioner i perler og rubiner. Hun ser ud som rødvin i et glas. Hun er hvid og fri for menstruation, menopause, urin og fæces, fødsler og al forurening. En houri er en ung pige med store bryster, som er runde og spidse og ikke hænger. Hourier bor i paladser med bemærkelsesværdige omgivelser." [17]

#### Al-Bukhari
Muhammad al-Bukhari (810 – 870) var en kendt sunniislamisk lærd mest kendt for at forfattet hadithsamlingen Sahih Bukhari.
- "[E]nhver vil have to houri koner, som er så smukke, rene og gennemsigtige, at knoglemarven fra deres ben kan ses gennem knoglerne og skinnet"[18]

- "De vil ikke urinere, defektere, spytte eller have sekretioner fra næsen. Deres kamme vil være af guld og deres sved dufte som moskus. [...] Deres koner vil være smukke, jomfruelige, storøjet og højbarmede hourier. Alle vil se ens ud og ligne deres far Adam (i højde), [27,5 meter] høje"[19][20]

#### Ibn Maja
Ibn Maja (824 – 887) var en hadithsamler fra middelalderen. Hans samling kaldes Sunan Ibn Maja.
- "Houriere vil ikke være koner, der irritere deres mænd, eftersom hourierne også vil være mændenes hustruer i efterlivet. “Mu’adh bin Jobal nævnte, at [Muhammed] sagde 'Hvis en kvinde irritere sin mand så vil jomfruerne med hvide og sorte øjne sige: Irriter ham ikke! ellers vil Allah ødelægge dig. Han er hos dig kun som flygtig gæst. Meget snart vil han forlade dig og komme til os.'."[21][22]

#### Al Ghazzali
- "Ifølge Muhammed så vil hourierne i paradis være rene kvinder – fri fra menstruation, urin, afføring, hoste og børn"[23]

- "Beboerne i paradis vil være skægløse og hårløse. Deres farve er hvid og deres øjne farvede med kohl. De vil være ynglinge på 33 år. De vil være [27,5 meter] høje og [3,2 meter] brede."[23]

- "Muslimen i paradis skal ægte fem hundrede hourier, fire tusinde jomfruer og otte tusinde enker."[23]

### Kommentarer
Senere muslimske skriftkloge har beskrevet jomfruerne:

#### Al-Suyuti
- "Hver gang vi sover med en houri vil hun være jomfru. Derudover vil muslimens penis aldrig blive blød. Erektionen er evig; følelsen du mærker, hver gang du elsker vil være fuldstændig dejlig og ikke af denne verden. Skulle du erfare den i denne verden ville du besvime. Hver muslim vil gifte sig med 70 houris, ud over kvinden han giftede sig med på jorden, og alle vil have appetitvækkende skeder."[24]

#### Ibn Kathir
- "Manden vil kunne have samleje med hundrede jomfruer om dagen"[20]

- "Indbyggerne i paradis vil være travlt optaget af at bryde jomfruhinder"[25]

- "Hvis manden ønsker børn i paradis, vil graviditeten og fødslen kun tage en time og barnet vil være den alder, manden ønsker"[25]

## Alternative fortolkninger
- En del opfatter ikke koranens beskrivelser af paradis bogstaveligt, men metaforisk eller billedlig.[26].

- Christoph Luxenberg en tysk professor i semitiske og arabiske sprog og forfatter til bogen Den syrisk aramæiske læsning af Koranen (Die syro-aramäische Lesart des Koran: Ein Beitrag zur Entschlüsselung der Koransprache) fra 2000 har sagt, at det hele beror på en misforståelse og fejloversættelse. At passagerne omkring paradis var stærkt inspireret af den syriske kristne diakon og helgen Ephrems hymne om paradis. Hvad der står i koranen er "hvide rosiner" af "krystal klarhed" - og ikke smukke mørkøjede jomfruer[27][28][29]

## 72 jomfruer i moderne sammenhæng

### Terrorister
Moderne islamiske terrorister skriver ofte længselsfuldt om de mange smukke jomfruer, der venter på dem i paradis. En palæstinensisk selvmordsbomber havde bundet ekstra tørklæder om sine kønsdele for at beskytte dem til senere brug i paradis. Muhammad Attas brev til sine medsammensvorne før angrebne den 11/9 i New York omtalte de sortøjede jomfruer to gange. "Vid at paradis haver venter på dig i alt deres skønhed, og paradis kvinder venter. De kalder: "kom her, guds ven". De er klædt i deres mest smukkeste tøj.". Mens de indrykkede avisnotitser for palæstinensiske selvmordsbombemænd ofte lyder mere som ægteskabsannoncer end dødsannoncer.
- "Med stor stolthed kan Palæstinensisk-islamisk Jihad meddele, at den har giftet et medlem af dens militære afdeling [...], martyr og helt Yasser Al-Adhami med 'de sortøjede'."[32]

- 4. oktober, 2001
- "Jeg vil omdanne min krop som en bombe, der vil plage Zions sønner, sprænge dem i luften og bortbrænde deres jordiske rester. Råb ud i glæde, min mor; uddel slik far og brødre; ”et ægteskab med ’de sortøjede’ venter jeres søn i paradis."[33].

- Sa’id Al-Hutari testamente, oplæst efter han den 1. juni 2001 dræbte 23 hovedsageligt russiske teenagere ved et selvmordsangreb mod et diskoteket nær delfinariet i Tel Aviv, Israel
- "Moderen til Wail ‘Awad fra Deir El-Balah havde ingen planer om at holde et andet bryllup for sin ældste søn, efter hans ægteskab den 10. august 2001 var en enkel ceremoni kun overværet af familien. Men i går var det Wails rigtige bryllupsdag, og Den Barmhjertige giftede ham med de [andre] martyrer til ’de sortøjede’, alt imens der fra alle kanter omkring dem lød de glædesskrig, som moderen havde drømt om på hans bryllupsdag [med hans forlovede], kunne høres vidt omkring."[34]

- Palæstinensisk nyhedsrapport, den 4. oktober, 2001
- "Hans slægtninge uddelte slik og anerkendte deres søn som brudgom til 'de sortøjede', ikke som en, der var blevet dræbt og lagt i jorden."[35]

- Hamas-talsmand  Ashraf Sawaftah om Izz Al-Din Al-Masris begravelse, efter han havde selvmordsbombet et israelske Sbarro pizzeria den 9. august 2001 og dermed dræbt 15.
- "Hvorfor skulle jeg give slip på de 'sortøjede' for at gifte mig med kvinder lavet af ler [i.e. kød og blod]?"[36]

- Nassim Abu 'Aasi som var blevet dræbt under et selvmordsangreb i Israel.
- "At sprænge mig selv i luften er den eneste chance jeg har for at få sex med 72 jomfruer"[37].

- Hussan Abdo efter han var blevet stoppet ved en israelsk kontrolpost

### Religiøse og politiske ledere
- "Jeg beskrev for ham, hvorledes Gud ville kompensere en martyr for at ofre sit liv for hans land. Hvis du bliver martyr, så vil Gud give dig 70 jomfruer, 70 koner og evig lykke"[27]

- Hamas aktivist Muhammad Abu Wardeh
- "Dette er en del af islamisk tro. Enhver der dør som martyr får en belønning. Hvis martyren drømmer om de ’sortøjede’, så får han dem"[38]

- Hamasleder Isma'il Abu Shanab, den 17. august 2001.
- "Amerikanerne og deres eunukker tror, at de ved at dræbe os kan sejre. De ved ikke, at deres våben blot vil sikre vores ankomst i paradis. Vi længes efter at komme til paradis; det er vores hjem, og i det er de 'sortøjede’, indespærret i telte, foruden [kvinder] med nedslået øjne hvis jomfruelighed ikke har været brudt af hverken mand eller jinn"[39]

- Dr. Yunis Al-Astal, professor ved Fakultetet for Islamisk lov, Gaza universitet. 11. oktober 2001
- "Muslimer, der kommer i paradis, vil nyde evige erektioner og selskab med unge drengebørn iklædt øreringe og halskæder [...] En evighed af salig pæderasti"[40]

- Sheik Abd al-Hamid Kishk til hans forsamling i Egypten.